# Gerhard Könitzer

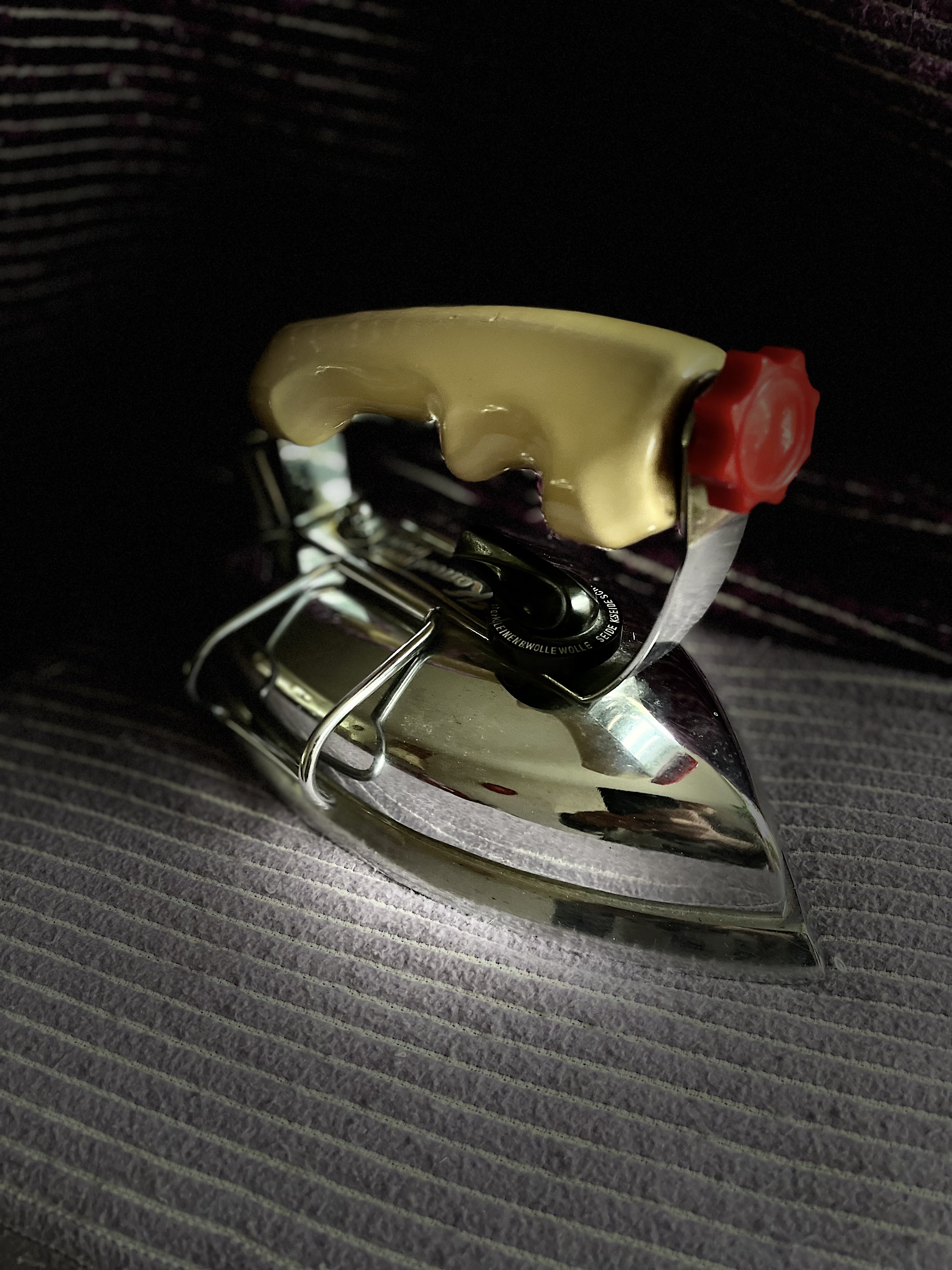
Drehbarer Gelenk-Handgriff

Gerhard Könitzer (* 22. November 1917 in Schmalkalden; † 2. November 1999 in Oberaudorf) war ein deutscher Erfinder und Unternehmer.

## Leben
Gerhard Könitzer wurde am 22. November 1917 als Sohn des Unternehmers Johannes Könitzer und der Schneiderin Alma Meta geboren. Er hatte zwei Geschwister, Bruder Herbert (1915–1943) und Schwester Edith (1913–2000). Seine schulische Ausbildung begann 1927 in der Freien Schulgemeinde Wickersdorf, wo er im Jahre 1937 sein Abitur ablegte.
Ab 1952 produzierte Gerhard Könitzer in Holzminden ergonomische Bügeleisengriffe und sonstige Holzteile für elektrotechnische Geräte. Einen drehbaren Bügeleisengriff, welcher der Bewegung des Eisens folgte, meldete er im Jahre 1953 zum Patent an. Der Griff konnte in einer beliebigen Position arretiert werden, was sogar Bügeln im Sitzen ermöglichte. Der Holzgriff wurde mit einer hochhitzebeständigen Speziallackierung in vielen Farb- und Mustervarianten angeboten.
1965 begann Gerhard Könitzer an der Entwicklung einer Krawatten-Box zu arbeiten. Die durchsichtige Dose diente der knitterfreien Aufbewahrung von Krawatten.
Im Jahr 1967 wurde das Gebrauchsmuster eingetragen.

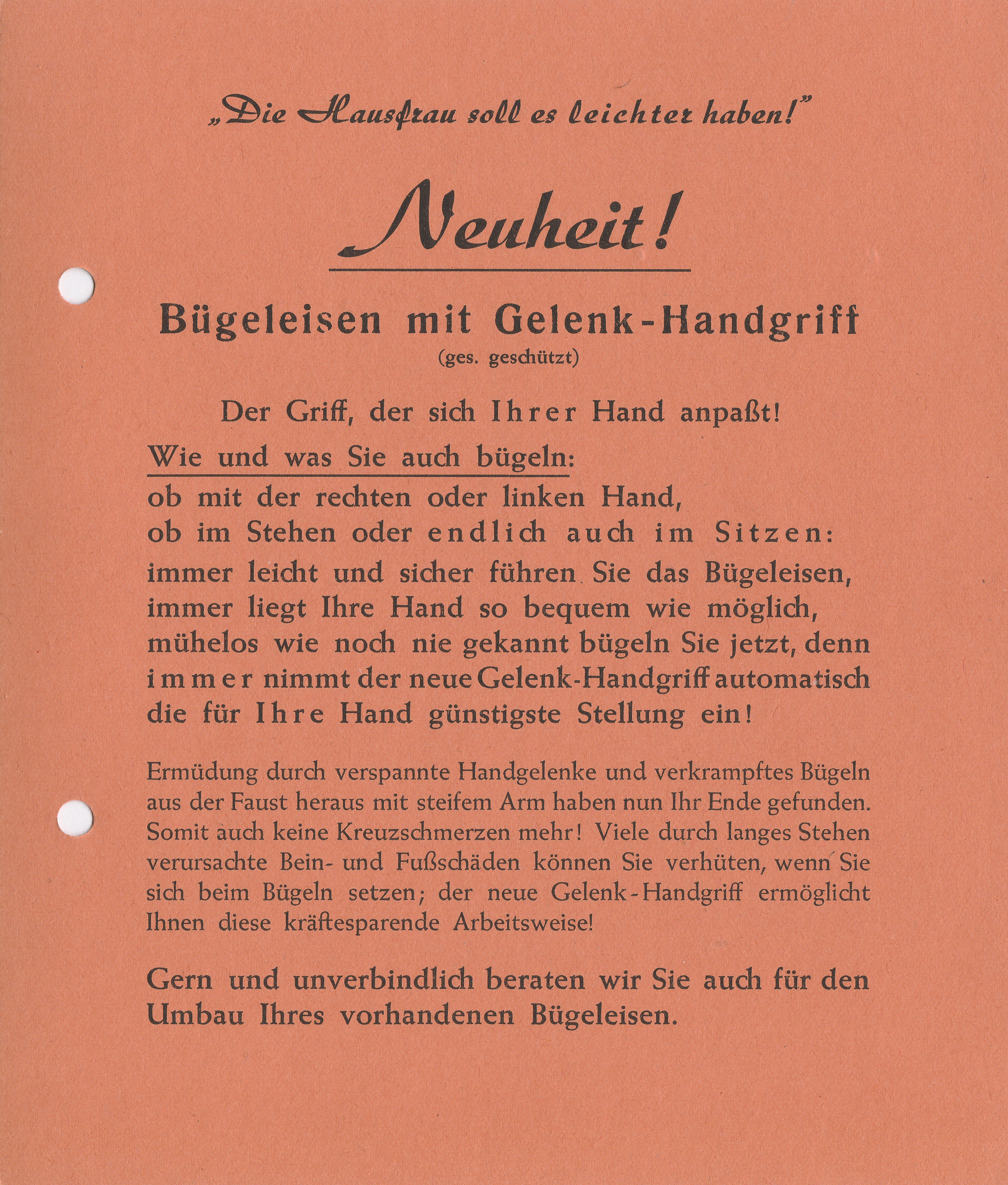
Werbetext mit Zielgruppe Hausfrau
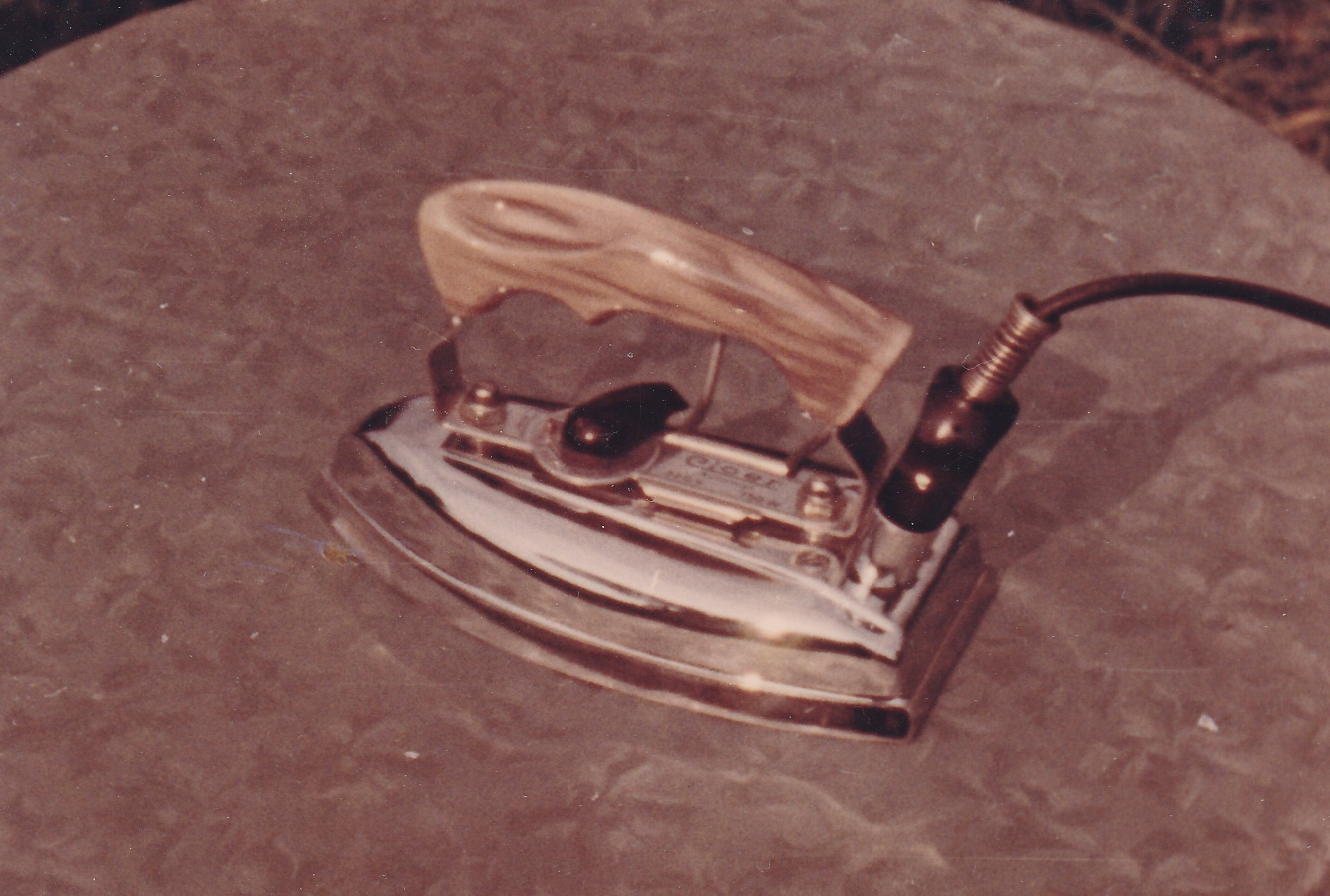
Hornartige Speziallackierung
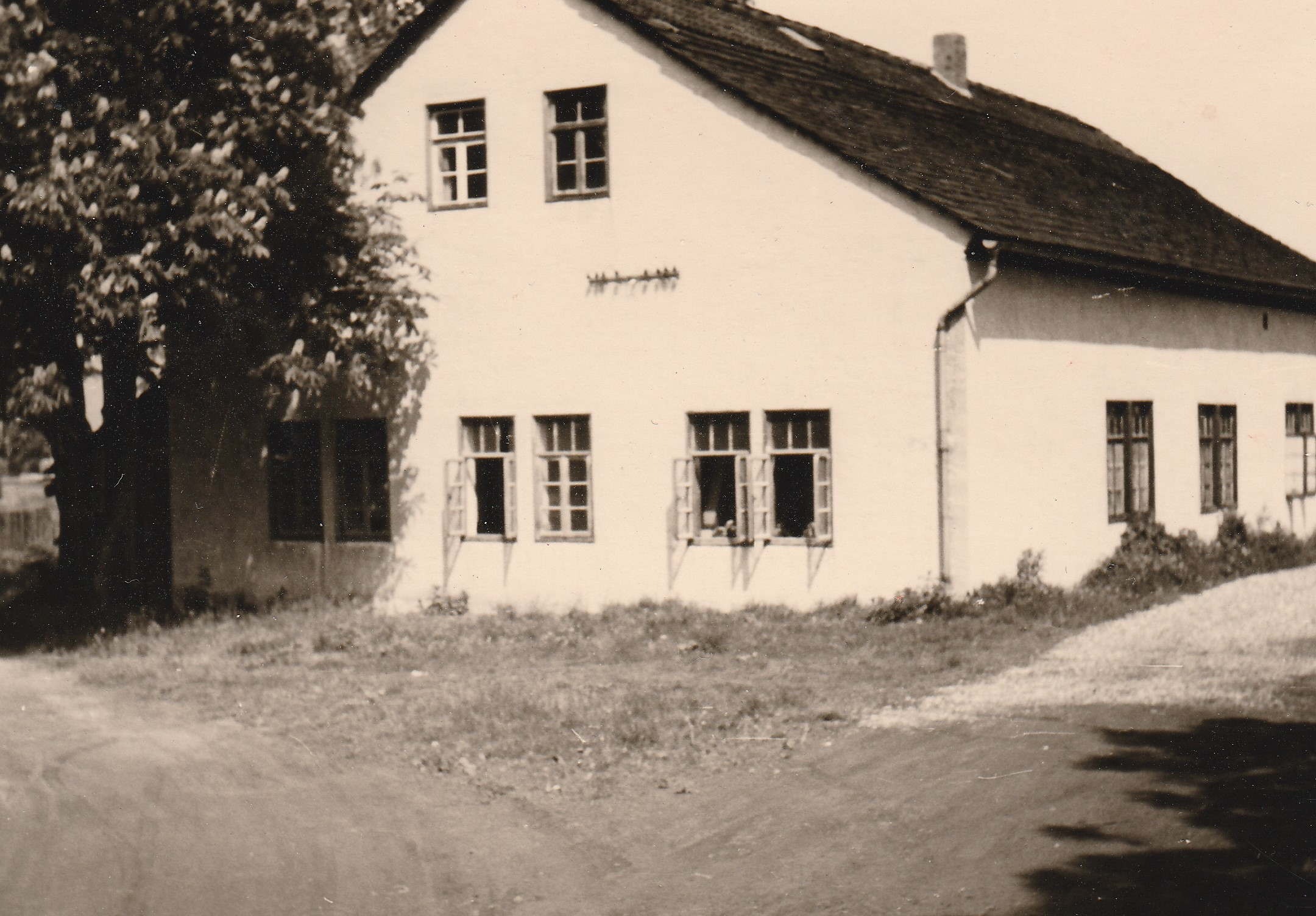
Produktionsstätte in Holzminden 1953